# Tanjung Serang
Tanjung Serang is een bestuurslaag in het regentschap Ogan Komering Ilir van de provincie Zuid-Sumatra, Indonesië. Tanjung Serang telt 3413 inwoners (volkstelling 2010).